# Megachile decemsignata
Megachile decemsignata är en biart som beskrevs av Radoszkowski 1881. Megachile decemsignata ingår i släktet tapetserarbin, och familjen buksamlarbin. Inga underarter finns listade i Catalogue of Life.